# Больница Святой Марии (Лондон)
Больница Святой Марии (англ. St Mary's Hospital) — государственная больница в районе Паддингтон, в Лондоне. Последние 40 лет представители королевской династии рожают в частном крыле этой больницы, где палаты похожи на номера в пятизвёздочных отелях.

## История
Больница была открыта в 1845 году.
В 1874 году английский химик Алдер Райт, работавший в медицинской школе при больнице, синтезировал героин.
В 1928 году британский бактериолог Александр Флеминг, работая в одной из лабораторий больницы, получил пенициллин.
10 ноября 1937 года королева Елизавета открыла новый корпус госпиталя — Lindo Wing, предназначенный для частных пациентов. Впоследствии он был назван в честь бизнесмена Фрэнка Чарльза Линдо, который в 1938 году пожертвовал 111 500 фунтов стерлингов на развитие больницы.

## Деятельность
Больница является ведущей по оказанию скорой помощи на северо-западе Лондона.
Больница Святой Марии — один из четырёх основных центров травматологии Лондона.

## Музей
В одном из корпусов больницы работает музей Флеминга.

## Известные сотрудники
- Александр Флеминг
- Чарльз Ромли Элдер Райт
- Август Дезире

## Родившиеся в больнице
- 1977 — Филлипс, Питер Марк Эндрю[8]
- 1982 — Уильям, принц Уэльский[9]
- 1983 — Феодора, принцесса Греции и Дании
- 1984 — Гарри, герцог Сассекский
- 1986 — Филипп, принц Греции и Дании
- 2013 — Джордж Уэльский[4][10]
- 2015 — Шарлотта Уэльская[4][11]
- 2018 — Луи Уэльский